# Zivilverdienstorden (Spanien)
Der Zivilverdienstorden Spaniens (spanisch Orden del Mérito Civil) wurde 1926 durch König Alfons XIII. als ziviler Verdienstorden vorwiegend für Staatsbedienstete gestiftet. Heute wird der Orden vom spanischen Außenministerium verliehen. Hierbei werden besonders Verdienste von ausländischen Diplomaten und Ausländern gewürdigt.

## Geschichte
Der Zivilverdienstorden wurde am 25. Juni 1926 von König Alfons XIII., durch königliches Dekret, nach einem Vorschlag von Premierminister Miguel Primo de Rivera (1870–1930) gestiftet.
Die Ordensstiftung erfolgte zum Zweck zivile Verdienste von Staatsbeamten oder Bediensteten der Provinzen und Kommunen zu würdigen.
Der Orden besaß ursprünglich nur vier Stufen: 

Großkreuz, Großoffizier, Kommandeur und Ritter.

## Stufen
Das Band des Ordens ist blau mit einem schmalen weißen Band im Zentrum. Das Band zur Kollane bildet eine Ausnahme. Es ist blau mit zwei schmalen weißen Streifen.
Heute wird der Orden in sieben Stufen verliehen:
- Kollane (Collane)
- Großkreuz (Gran Cruz)
- Großkomturkreuz (Encomienda de Número)
- Komturkreuz (Encomienda)
- Offizierskreuz (Cruz de Oficial)
- Ritterkreuz (Cruz)
- Silbernes Kreuz (Cruz de Plata)

| Insignien |                        |                          |                           |
|           |                        |                          |                           |
|           |                        |                          |                           |
| Kollane   | Bruststern zur Kollane | Bruststern zum Großkreuz | Bruststern zum Großkomtur |
|           |                        |                          |                           |
|           |                        |                          |                           |
| Komtur    | Offizier               | Ritter                   | Silberkreuz               |